# Ueverton da Silva
Ueverton da Silva Matano (* 15. März 1986) ist ein brasilianischer Fußballspieler.

## Karriere
Da Silva wechselte zur Saison 2003/04 zum österreichischen Regionalligisten FC Rot-Weiß Rankweil. Im Januar 2005 wechselte er zum Zweitligisten SCR Altach. Sein Debüt in der zweiten Liga gab er im März 2005 gegen die Kapfenberger SV. Für Altach kam er zu 28 Zweitligaeinsätzen, ehe er mit dem Klub am Ende der Saison 2005/06 in die Bundesliga aufstieg. Nach dem Aufstieg kehrte er zur Saison 2006/07 aber nach Rankweil zurück. Nach der Saison 2006/07 verließ er Rankweil wieder.
Nach einem halben Jahr ohne Klub wechselte da Silva im Januar 2008 zum fünftklassigen FC Langenegg. Für Langenegg kam er insgesamt zu 24 Einsätzen in der Landesliga, in denen er 15 Tore erzielte. Im Januar 2009 wechselte er in die Schweiz zum unterklassigen FC Montlingen. Zur Saison 2011/12 kehrte er nach Österreich zurück und schloss sich dem viertklassigen FC Andelsbuch an. Mit Andelsbuch stieg er zu Saisonende in die Regionalliga auf. Nach insgesamt 40 Einsätzen in den Spielklassen drei und vier wechselte da Silva im Januar 2013 zum fünftklassigen FC Mäder. Für Mäder spielte er elfmal in der Landesliga.
Zur Saison 2013/14 wechselte er ein zweites Mal in die Schweiz, diesmal zum fünftklassigen FC St. Margrethen. Für St. Margrethen absolvierte er 13 Partien in der 2. Liga interregional. Im Januar 2014 wechselte er zum unterklassigen FC Romanshorn. Im Januar 2015 kehrte da Silva nach Andelsbuch zurück, das mittlerweile wieder nur noch viertklassig war. Für Andelsbuch absolvierte er elf Spiele in der Vorarlbergliga. Zur Saison 2015/16 wechselte er eine Liga tiefer zum FC Nenzing. Mit Nenzing stieg er zu Saisonende in die Vorarlbergliga auf. In Nenzig kam er zu 38 Ligaeinsätzen, in denen er elf Mal traf.
Zur Saison 2017/18 wechselte der Angreifer zum fünftklassigen FC Schruns. Dort spielte er zwölfmal in der Landesliga. Nach einem halben Jahr verließ er Schruns wieder. Nach vier Jahren ohne Klub wechselte der Brasilianer im Februar 2022 ein zweites Mal zum Schweizer FC St. Margrethen.